# Andrócides (pintor)
Andrócides (en griego antiguo: Ἀνδροκύδης) de Cícico fue un pintor griego del siglo IV a. C., cuya Batalla de Platea se vio implicada en una controversia política. Los comentarios de Plutarco respecto a este trabajo son de interés para los historiadores del arte quienes estudian la pintura de historia como género.
Según Plutarco, Andrócides recibió un encargo de la ciudad de Tebas para pintar la escena de la batalla en el mismo lugar. Durante este periodo (382–379 a. C.), la oligarquía tebana se había aliado con Esparta. Cuando los espartanos fueron derrotados en 379 a. C., el trabajo quedó inacabado. Fue confiscado y dedicado a conmemorar una escaramuza menor en Platea, probablemente en 370 a. C., antes de la Batalla de Leuctra. Originalmente, el trabajo debía haber honrado a Pelópidas y Epaminondas, pero gracias a los esfuerzos de un tal Menecleides, el nombre del comandante tebano Caronte los sustituyó, ya sea directamente en la pintura o en una placa dedicatoria separada.
Este reutilización indica que las escenas de batalla podían ser descritas tan genéricamente que el tema de la obra podría ser cambiado sencillamente dándole un nuevo título y etiquetas de los nombres. A pesar de que ya no existe, es la única pintura de una batalla de caballería conocida anterior a Eufránor.
Indicativo de un interés también en la pintura de género, Ateneo informa que la pasión de gourmet de Andrócides por el marisco lo llevó a dedicar una atención exagerada a pintar peces alrededor de una figura central de Escila en uno de sus trabajos.